# جام خیریه انگلستان ۱۹۷۳
 جام خیریه انگلستان ۱۹۷۳ ، ۵۱امین رقابت سالانه مابین قهرمانان لیگ دسته اول فوتبال انگلستان و جام حذفی فوتبال انگلستان است.
این مسابقه در تاریخ ۱۸ آگوست ۱۹۷۳ مابین تیم‌های برنلی و منچستر سیتی در ورزشگاه ماین رود منچستر برگزار شده‌است.
تیم برنلی در این مسابقه با نتیجه یک بر صفر به پیروزی رسید.

## جزئیات مسابقه
| برنلی   | ۱ – ۰ | منچستر سیتی |
| ------- | ----- | ----------- |
| والدرون |       |             |